# オガワコマッコウ
 オガワコマッコウ（小川小抹香、Kogia sima）はハクジラ亜目コマッコウ科コマッコウ属に属する小型のクジラである。

## 分類
オガワコマッコウとコマッコウの分類については、長い間議論が行われてきた。
以前はこれらは単一の種であるとされることが一般的であったが、1966年に、スミソニアン博物館の生物学者により別々の種であるという結論が出され、今日では同属の異なる種として扱われることが一般的である。

## 呼称
オガワコマッコウの学名は「Kogia sima」ではなく「Kogia simus」と表記されている場合もある。
ラテン語の「Kogia」は女性名詞であることから、形容詞である「simus」も女性名詞用に変化させて「sima」を使うのが、ラテン語としては正しい[CMS Whales and Dolphins]と考えられる。
歯の特徴から、英語では「Rat Porpoise in Lower Antilles（小アンティル諸島のネズミのようなネズミイルカの意」とも呼ばれる。
和名の「オガワ」は、日本の鯨類研究家である小川鼎三にちなむ。

## 形態

ヒトとの大きさの比較

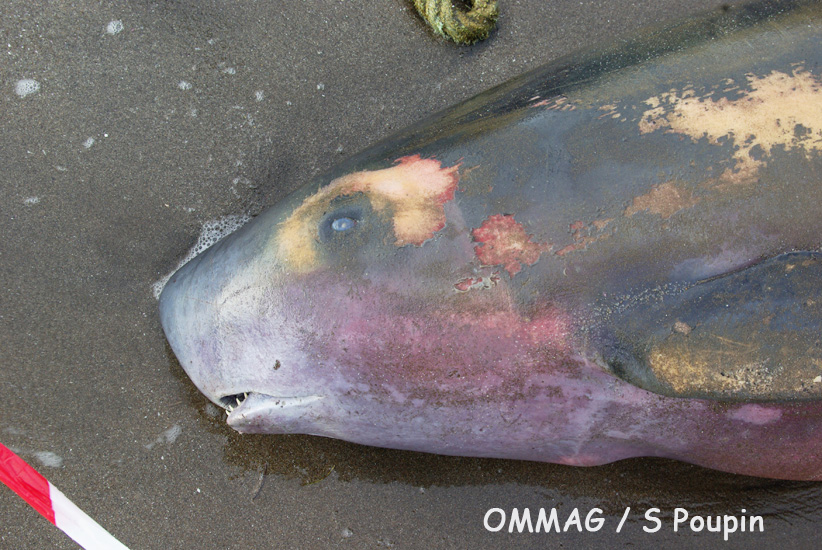
頭部の様相

オガワコマッコウは成長しても体長2.7メートル、体重250キログラム程度であり、俗に「クジラ」と呼ばれる種類としては最も小さく、一部の「イルカ」よりも小さい。
同じコマッコウ属に属するコマッコウ (Kogia breviceps) とは、外見が似通っているだけではなく、行動面においても類似が多い。
オガワコマッコウとコマッコウの識別は近付いて観察しないと困難ではあるが、オガワコマッコウの方が若干小柄で、背びれは体長に比べて大きく、若干前方（頭側）に位置しているという違いがある。
全身は青みがかった灰色であり、腹側はより明るい灰色である。
腹側には黄色い静脈のような筋状の模様が見られる。
眼の後方（尾側）に偽鰓（ぎさい）と呼ばれる鰓に似た模様がある。
胸びれは短いが幅広である。
下顎は小さく、上顎側が前方に飛び出している。
歯は長くて鋭く、湾曲しており、上顎には0本から6本、下顎には14本から26本ある。

## 生態

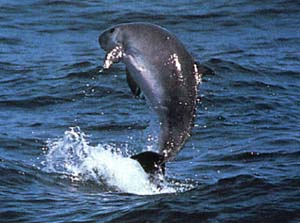
ブリーチングの様子。

海上で観察されることは珍しく、座礁した個体や漂着した試料に基づいて研究されることが多いため、不明な点も多い。
行動は非常に地味であり、海面から上昇する際も、音も水しぶきも立てずにゆっくり動き、海面でじっとしていることも多い。
そのため、海面が穏やかな状態でないと観察することは困難である。
マッコウクジラ科のマッコウクジラ、コマッコウ科のコマッコウと同様に、頭部に鯨蝋と呼ばれる脳油を有する。
またコマッコウと同様に、腸に暗赤色の液体を含む袋状の器官があり、怯えた際にはその液体を噴出する。これは捕食者を一瞬ひるませ、自分の身を守るためであると考えられている。
群を成さず単独で行動することが多いが、小規模の群を成して行動することもある。
主食はイカやカニである。

## 生息域

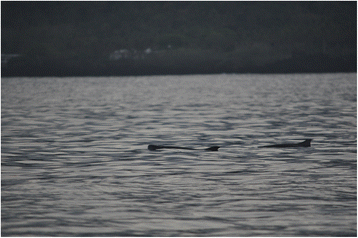
コモロ諸島にて。

オガワコマッコウは外洋性であるが、コマッコウよりは若干沿岸側に棲息する。
ちょうど大陸棚の沖側あたりを好むとされる。
様々な地域で座礁（ストランディング）が報告されている。
大西洋における報告例としては、西大西洋ではアメリカバージニア州、東大西洋ではスペインにおけるものがある。南限はブラジル南部、南アフリカあたりである。
インド洋に関しては、オーストラリアの南側をはじめ、南アフリカからインドネシアまでの広範囲の海岸において座礁が報告されている。
太平洋に関しては、日本やカナダブリティッシュコロンビア州などで報告されている。

## 保護
全生息数は不明である。東太平洋における生息数としては、約11,000頭という報告がある。
IUCNのレッドリストでは「低リスク－軽度懸念」 (LR/lc : Lower Risk-Least Concern) に分類されている。
オガワコマッコウは、以前は日本やインドネシアにおいて商業捕鯨の対象となっていたが、近年は日本は捕獲を行っていない。
コマッコウに比べると沿岸側に棲息しているために、捕鯨や混獲や船舶との衝突やゴミの誤飲などの危険により晒されやすく、また化学物質による影響も受けやすいと考えられている。
しかし、これらがオガワコマッコウの持続的な生存に悪影響を与えるかどうかは、現時点では明確にはわかっていない。